# Дани Родрик
Дани Родрик (тур. Dani Rodrik; Истанбул, Турска, 14. август 1957. -) је турски економиста, који тренутно предаје међународну политичку економију на Кеннедијевом факултету управе Харвардског универзитета. Написао је неколико књига у којима се бавио међународном економијом, економским развојем и политичком економијом, а посебан интерес је исказао за дефиницију добре економске политике, односно одговор на питање зашто су неке земље економски успешније од других. Најпознатије дело му је Has Globalization Gone Too Far? из 1997. године у коме је критиковао економску глобализацију, односно устврдио како она ствара тензије унутар друштава и међу различитим земљама, односно како поткопава социјалну политику независних држава.

## Изабрани радови
- Rodrik, Dani (2011). The Globalization Paradox. Norton & Company, Inc. ISBN 978-0-393-07161-0.
- Rodrik, Dani (2007). One Economics, Many Recipes. Princeton University Press.  978-0-691-12951-8.
- McMillan, Margaret; Horn, Karen & Rodrik, Dani (2004). „When Economic Reform Goes Wrong: Cashews in Mozambique”. Brookings Trade Forum 2003: 97—165. Пронађени су сувишни параметри: |lastauthoramp= и |last-author-amp= (помоћ)
- Rodrik, Dani, ур. (2003). In Search of Prosperity: Analytic Narratives on Economic Growth. Princeton University Press.  978-0-691-09268-3.
- Rodrik, Dani (2001). „The Global Governance of Trade As If Development Really Mattered” (PDF). UNDP. Архивирано из оригинала (PDF) 26. 12. 2019. г. Приступљено 07. 03. 2016.
- Rodrik, Dani (1999). The New Global Economy and Developing Countries: Making Openness Work. Overseas Development Council.  978-1-56517-027-8.
- Rodrik, Dani (1997). Has Globalization Gone Too Far?. Institute for International Economics.  978-0-88132-241-5.